# Alhassane Keita
Pour les articles homonymes, voir Keita.
Alhassane Keita Otchico, né le 26 juin 1983, est un footballeur international guinéen jouant au poste d'avant-centre.
Il est le frère jumeau du footballeur international libérien Alsény Këïta.

## Biographie
Il termine meilleur buteur de la Super League en 2005-2006 avec 20 buts. 
Il a fait partie de l'équipe nationale guinéenne lors de la Coupe africaine des Nations 2004, qui termine deuxième de son groupe à l'issue du premier tour de la compétition, avant de perdre en quarts de finale face au Mali.
Keita est également connu pour sa vitesse rapide de sprint, profitant d'une centre de gravité bas dû à sa petite taille, grâce à laquelle il marque beaucoup de buts.

## Palmarès

### En club
- FC Zurich
  - Champion de Suisse en 2006 et 2007
  - Vainqueur de la Coupe de Suisse en 2005

- Al-Ittihad
  - Champion d'Arabie saoudite en 2007

### Distinctions personnelles
- Meilleur buteur du Championnat de Suisse en 2006 (20 buts, avec le FC Zurich)